# Diadelia apicalis
Diadelia apicalis là một loài bọ cánh cứng trong họ Cerambycidae.